# Yellowhead
Yellowhead es un municipio rural canadiense situado en la provincia de Manitoba.

## Superficie
Yellowhead tiene una superficie de 1093,17 km².

## Demografía
En 2021, tenía 1841 habitantes, una densidad poblacional de 1,7 hab./km², y 1227 viviendas.